# 侍読
侍読（じどく/じとう）とは、天皇の側に仕えて学問を教授する学者のこと。
律令制のもとでは大学寮の博士あるいはこれに近い学識を有する人物が任命された。主として四書五経などの儒教の経典が講義されたが、『史記」や『文選』、『老子』などそれ以外からの講義も行われた。平安時代後期以後、紀伝道博士（文章博士）を世襲した大江氏・菅原氏が侍読の役を独占した。また、摂関家や将軍家の当主に学問を教授する学者も侍読と呼ばれるようになる。